# Altenteilerkate Dassow
Die Altenteilerkate in der Lübecker Straße 74 in Dassow ist das älteste in seiner Originalgröße und Form noch erhaltene Wohnhaus der Stadt. Es steht unter Denkmalschutz.

## Geschichte
Grundmauern weisen bereits auf ein um das Jahr 1500 dort stehendes Gebäude hin. Die jetzt noch vorhandenen originalen Eichenbalken sind über 300 Jahre alt und stammen noch aus dem Haus, das nach dem großen Stadtbrand 1732 etwa einen halben Meter über den ursprünglichen Fundamenten wieder aufgebaut wurde. Bei der Renovierung im Jahre 1999 fanden sich die alten Fundamente und die Brandsohle, die sich über die gesamte Hausfläche zog. Das Haus war ein ‚Rauchhaus‘ und bis 1835 mit Reet gedeckt. Eine Dacheindeckung mit Dachpfannen erfolgte aus Gründen des Brandschutzes erst später. Die Dachpfannen auf dem Haus sind heute noch die Originale, handgestrichen und mittlerweile fast 200 Jahre alt.
In dem alten Haus gab es keine Öfen, nur eine offene Feuerstelle auf Lehmboden. Der Rauch zog durch das Dach und die Türen ab. Der Dachboden wurde gleichzeitig als Räucherei für Wurst- und Fleischwaren genutzt. Zudem konservierte der Rauch die Holzbalken und schützte sie vor Schädlingsbefall.
Die Abmaße des Hauses sind heute noch Original ungefähr 9,50 m × 5 m. In dem kleinen Haus lebten Mensch und Tier unter einem Dach. Von daher rühren auch die beiden nebeneinander liegenden Eingangstüren. Auf der rechten Seite, der Seite Richtung Straße war der Küchen-, Wohn- und Schlaftrakt und auf der anderen Seite (Richtung St. Nikolai-Kirche) war Platz für Kuh, Ziegen und Schafe. Bis 1999 gab es weder Wasser noch eine Toilette in dem Haus, die Stromversorgung war eher notdürftig. Auf dem Nachbargrundstück befand sich ein Brunnen und in einer kleinen Holzhütte ein Plumpsklo.
Im Februar 1999 erwarb der Dassower Heimatverein dieses seinerzeit total heruntergekommene Haus. Im Rahmen einer Arbeitsbeschaffungsmaßnahme des Jugendhilfesofortprogramms des Arbeitsamtes wurde das Gebäude zunächst abgetragen und unterkellert und anschließend mit den noch verwendbaren, erhaltenen alten Baumaterialien in historischer Bauweise wieder aufgebaut.
Heute beherbergt die Altenteilerkate im oberen, alten Bereich, eine kleine Heimatstube eine kleine Bibliothek und eine Lese- und Erzählstube. Der neu errichtete untere Bereich dient dem Heimat- und Tourismusverein Dassow als Vereinsheim, das auch für allerlei Veranstaltungen genutzt wird. Es wird darüber hinaus auch für kleinere private Feiern vermietet.

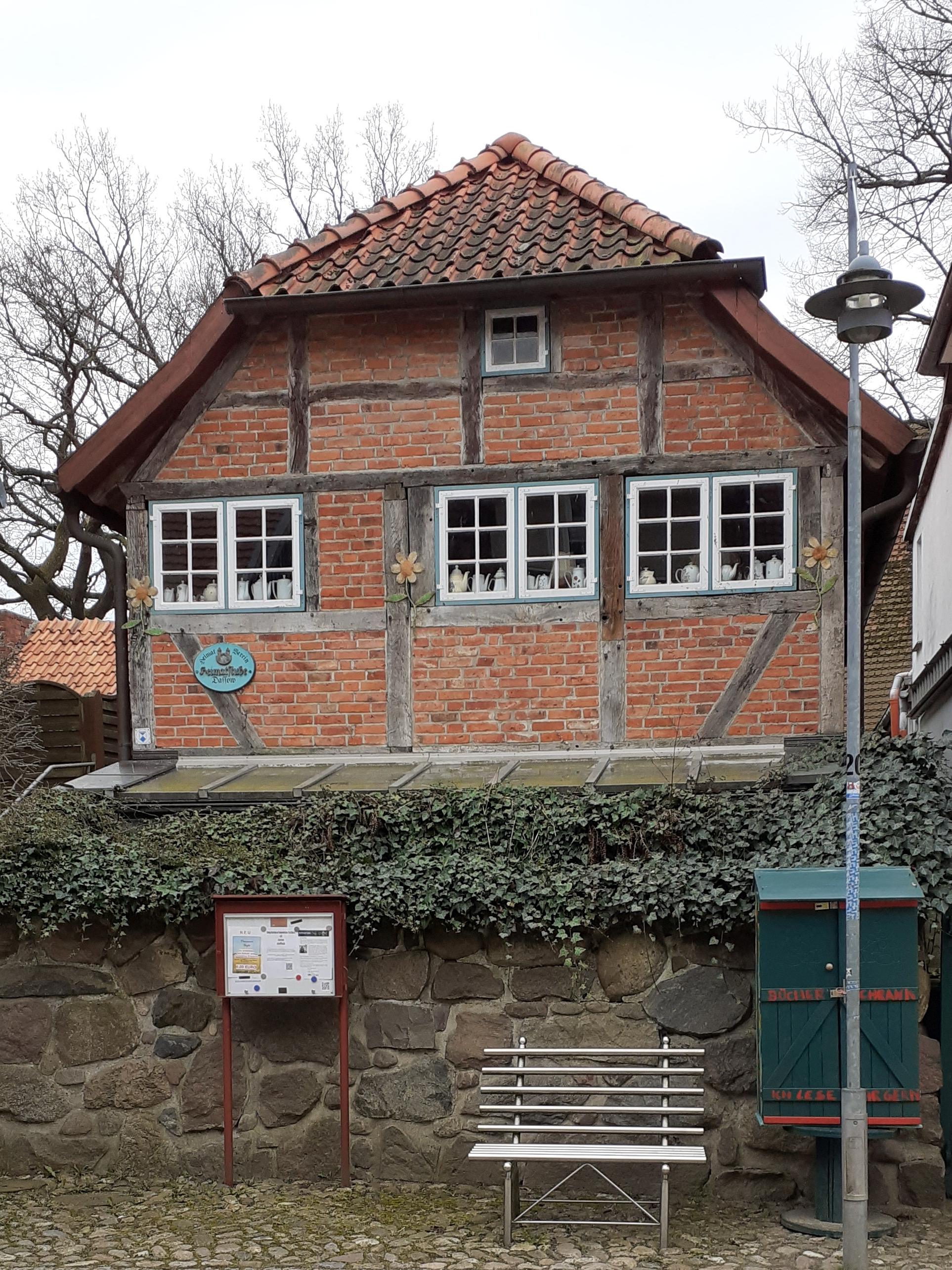
Altenteilerkate heute
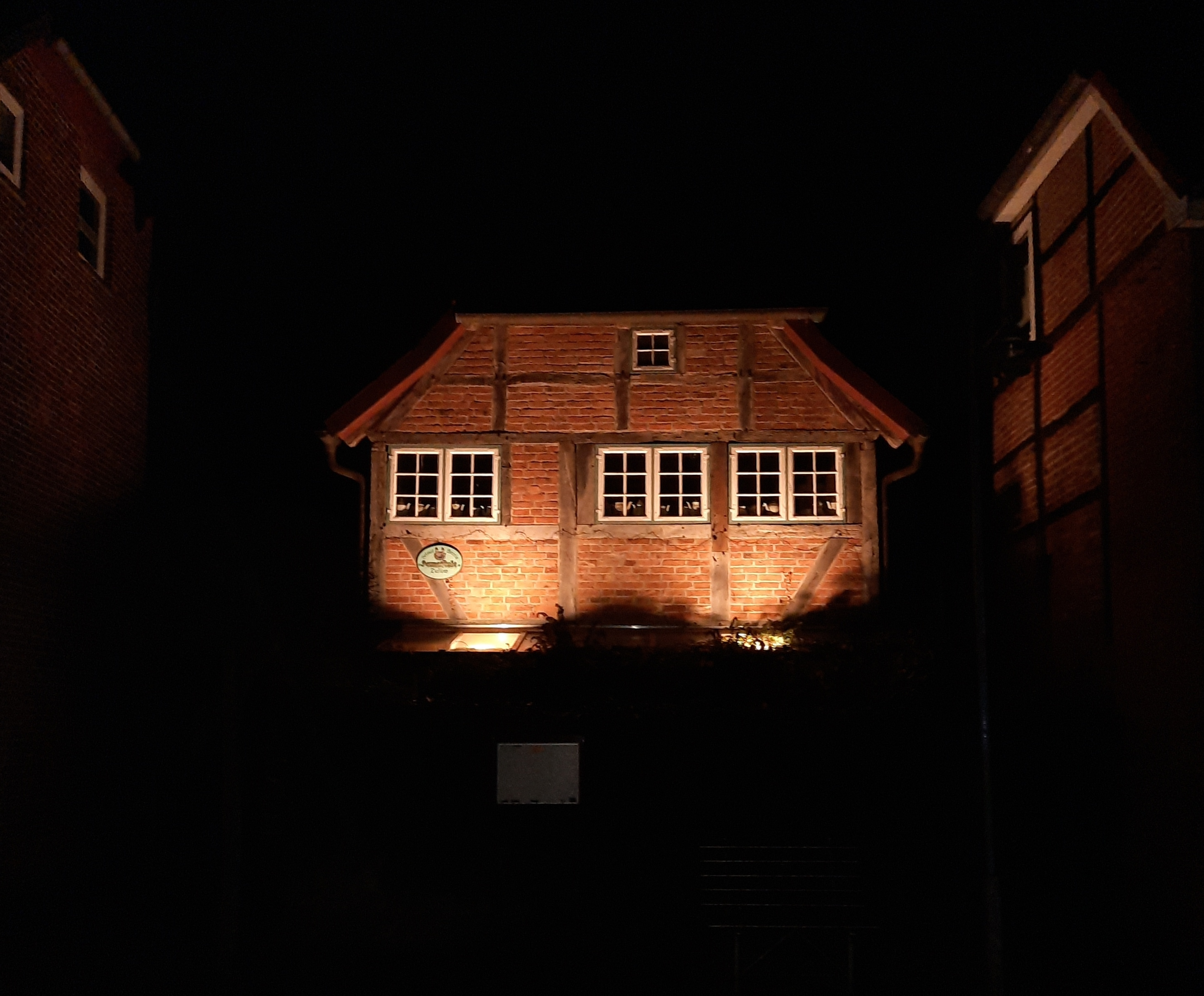
Altenteilerkate am Abend
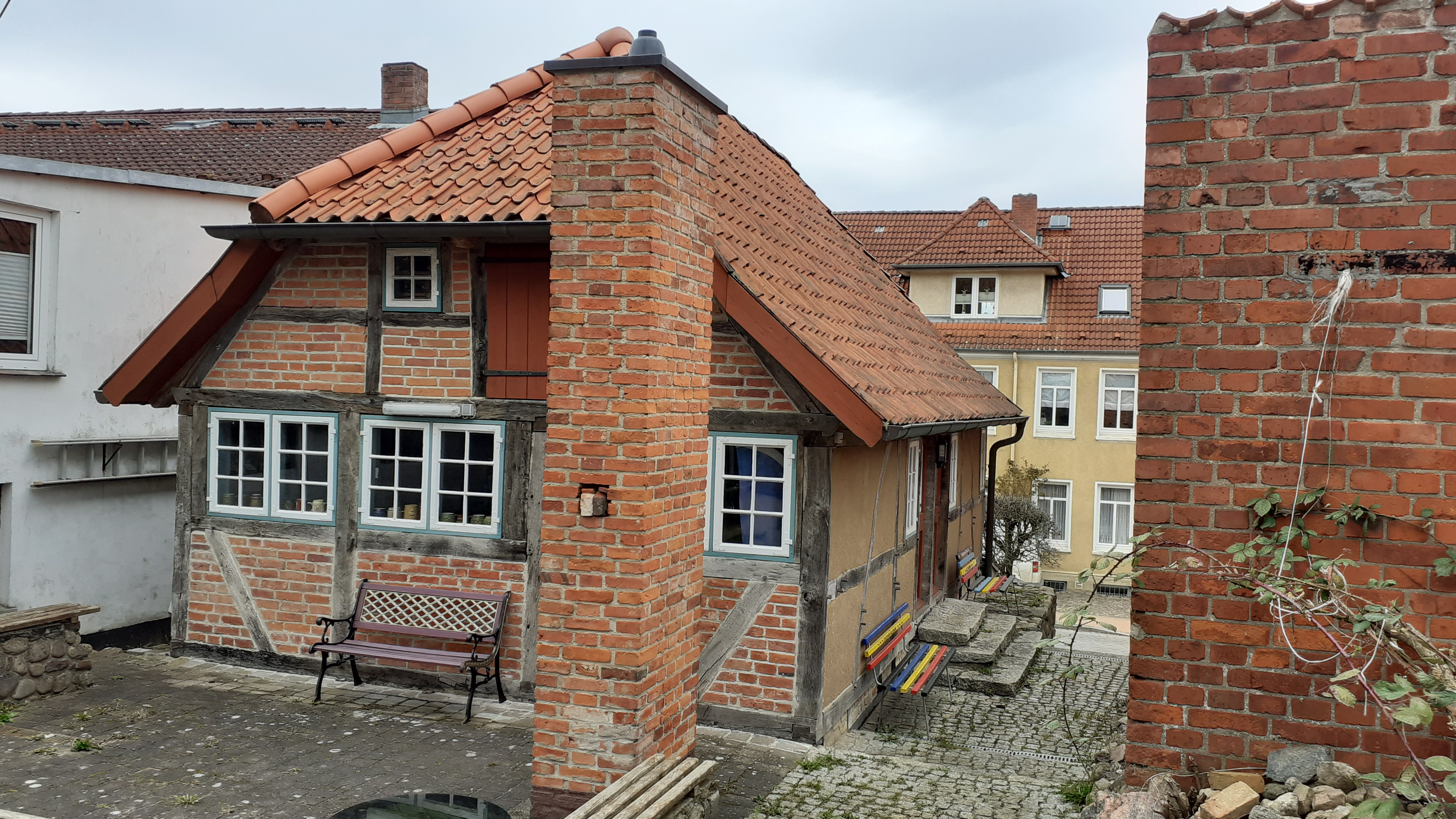
Altenteilerkate, Gartenansicht
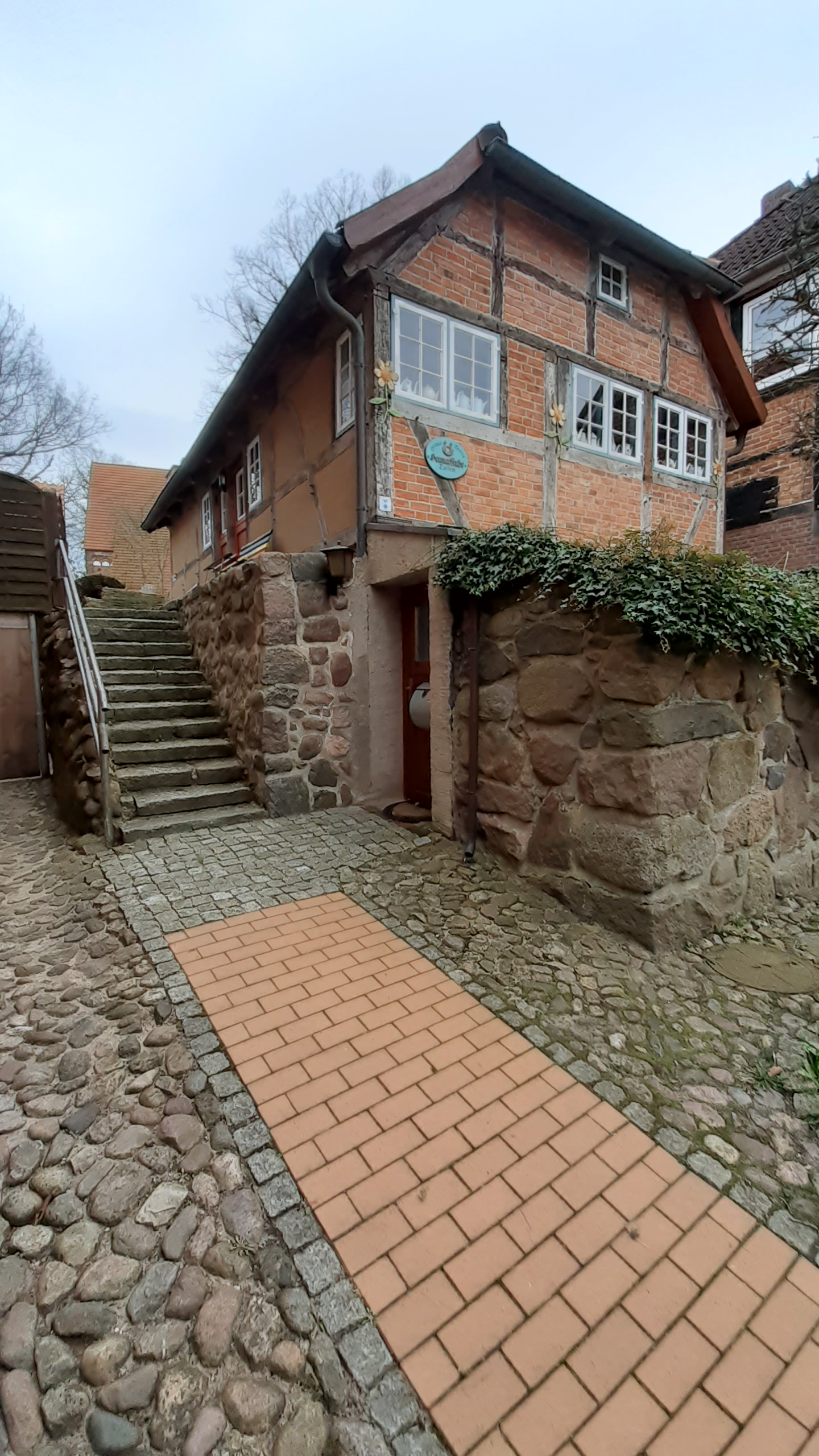
Altenteilerkate, Eingangsbereich